# 冰海 (畫作)
《冰海》（德语：Das Eismeer，1823-1824年）是德国浪漫主义画家卡斯帕·大卫·弗里德里希描绘北极海面沉船的油画。在1826年之前，这幅画被称为“北极海”。
该作品于1824年首次在布拉格学派的展览上展出，标题为《北极海的理想化场景，一艘失事的船在堆积如山的冰块上》。這被认为是弗里德里希的杰作之一，其激进的构图和题材在他们那个时代是不寻常的，并且作品遭到了不解。弗里德里希于1840年去世时，这幅画仍未售出。目前藏於德国汉堡艺术馆中。